# Mandø
 Mandø o Manø es una de las islas Frisias septentrionales, situada entre Fanø y Rømø, y perteneciente al municipio danés de Esbjerg.
Con 8 km cuadrados, es la más pequeña de las islas frisias danesas que está habitada (solamente por una docena de personas).
La isla es accessible mediante dos carreteras que emergen con la marea baja.
En la vertiente oeste tiene una cadena de dunas.